# 호시노나이세카이/요코가오
〈호시노나이세카이/요코가오〉(星のない世界/横顔 별이 없는 세상/옆 얼굴[*])는 일본 여자 가수 아이코의 22번째 싱글이다. 2007년 8월 22일 발매하였다.

## 설명
전 싱글 《シアワセ》이후 3개월 만의 싱글이고, 아이코의 첫 번째 더블A사이드 (양A면) 싱글이다.
18번째 싱글《キラキラ》이후로, 드라마 주제곡으로 사용되었으며, 오리콘 싱글 위클리 차트 2위를 기록하였다. 데일리 차트에서는 1위를 기록하기도 했다.

## 수록곡
1. 星のない世界
닌텐도 DS소프트 FINAL FANTASY CRYSTAL CHRONICLES Ring of Fates의 이미지 송.
2. 横顔
드라마 《호타루의 빛》의 주제곡으로 사용되었고, 9월 5일 드라마 방송중의 딱 1번 〈横顔(ballade version)〉이 흘렀는데, 방송 직후 문의가 쇄도하여, 9월 12일 휴대전화 벨소리·컬러링으로 전달하였다. 그래서 이 버전은 CD에는 미수록 되었다.[1]또, PV의 초반부에는 〈星のない世界〉의 후렴구가 흐르고, 아이코의 컨셉도 드라마의 아오미야 호타루처럼 건어물녀의 컨셉으로 찍었다.
3. 恋愛
4. 星のない世界（instrumental）
5. 横顔（instrumental）

- 전곡 작사・작곡：아이코 / 편곡：시마다 아키노리